# ドタバタギャグの日曜日
「ドタバタギャグの日曜日」（ドタバタギャグのにちようび）は、チェキッ娘の5枚目のシングル。

## 収録曲
1. ドタバタギャグの日曜日
作詞・作曲: ROLLY / 編曲: 亀田誠治
2. ドタバタギャグの日曜日（オリジナルカラオケ）

## 概要
- プロデュースを手掛けたのは、本作の作詞・作曲を務めたROLLY。フジテレビ系で放送されていたテレビアニメ『花さか天使テンテンくん』の2代目エンディングテーマ曲として、第33話から第43話（最終回）まで放送されていた。2004年に発売されたコンピレーションアルバム『日本アニメーションの世界 主題歌・挿入歌大全集 第4集 ファミリー・ギャグ編』（コロムビアミュージックエンタテインメント COCX 32941〜43）にも収録されている。
- 本作のフロントメンバー（メインボーカル）は、甲斐田聡美（ID018）、小林裕美（ID019）、大瀧彩乃（ID020）、大田祐歌（ID021）の、チェキッ娘のID番号順で言う所で最後に当たる4人が務め、表のジャケット写真もこの4人によるものだった。なお小林は、前作「海へ行こう〜Love Beach Love〜」に続くフロントメンバー抜擢だった。
- 本作も、デビューシングル「抱きしめて」同様、カップリング曲が無かったことから、価格は630円だった。
- 『DAIBAクシン!!』（フジテレビ）シリーズでは、1999年7月30日放送『DAIBAクシン!!GOLD』において初披露された（この日は東京マリンにて『チェキッ娘だらけの水泳大会』を放送していた日であった）。また、『DAIBAクシン!!チェーン』では、第19週〜第21週（1999年8月2日〜8月19日）に番組中BGMとして放送されていた[1]。
- 尚、この曲は『山下達郎のサンデー・ソングブック』（2000年4月2日放送分「盗作 パクリ 似たもの特集②」）にて、カナダのバンドOceanの曲で、1971年にリリースされた「サインはピース（原題：Put Your Hand in the Hand）」に酷似している、と紹介されたことがある。